# Diocesi di Świdnica
La diocesi di Świdnica (in latino: Dioecesis Suidniciensis) è una sede della Chiesa cattolica in Polonia suffraganea dell'arcidiocesi di Breslavia. Nel 2022 contava 530.208 battezzati su 625.232 abitanti. È retta dal vescovo Marek Mendyk.

## Territorio
La diocesi comprende la parte sud-orientale del voivodato della Bassa Slesia.
Sede vescovile è la città di Świdnica, dove si trova la cattedrale dei Santi Stanislao e Venceslao. Nella diocesi sorgono anche 3 basiliche minori: la basilica della Visitazione della Beata Vergine Maria a Wambierzyce; la basilica della Visitazione della Beata Vergine Maria a Bardo; la basilica dei Santi Pietro e Paolo a Strzegom.
Il territorio è suddiviso in 191 parrocchie, raggruppate in 24 decanati.

## Storia
La diocesi è stata eretta il 24 febbraio 2004 con la bolla Multos fructus di papa Giovanni Paolo II, ricavandone il territorio dall'arcidiocesi di Breslavia e dalla diocesi di Legnica.

## Cronotassi dei vescovi
Si omettono i periodi di sede vacante non superiori ai 2 anni o non storicamente accertati.
- Ignacy Dec (24 febbraio 2004 - 31 marzo 2020 ritirato)
- Marek Mendyk, dal 31 marzo 2020

## Galleria d'immagini

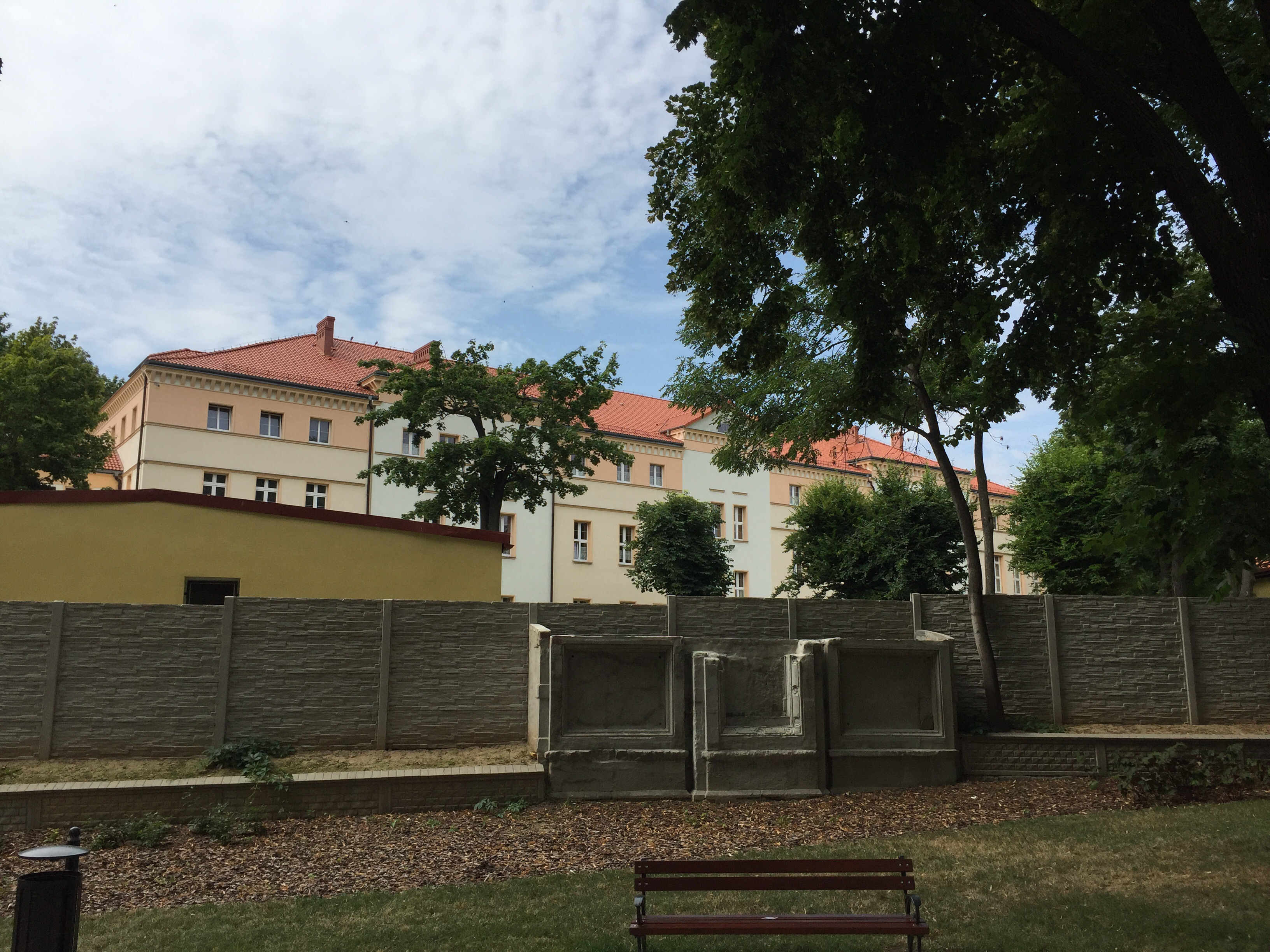
Il seminario diocesano
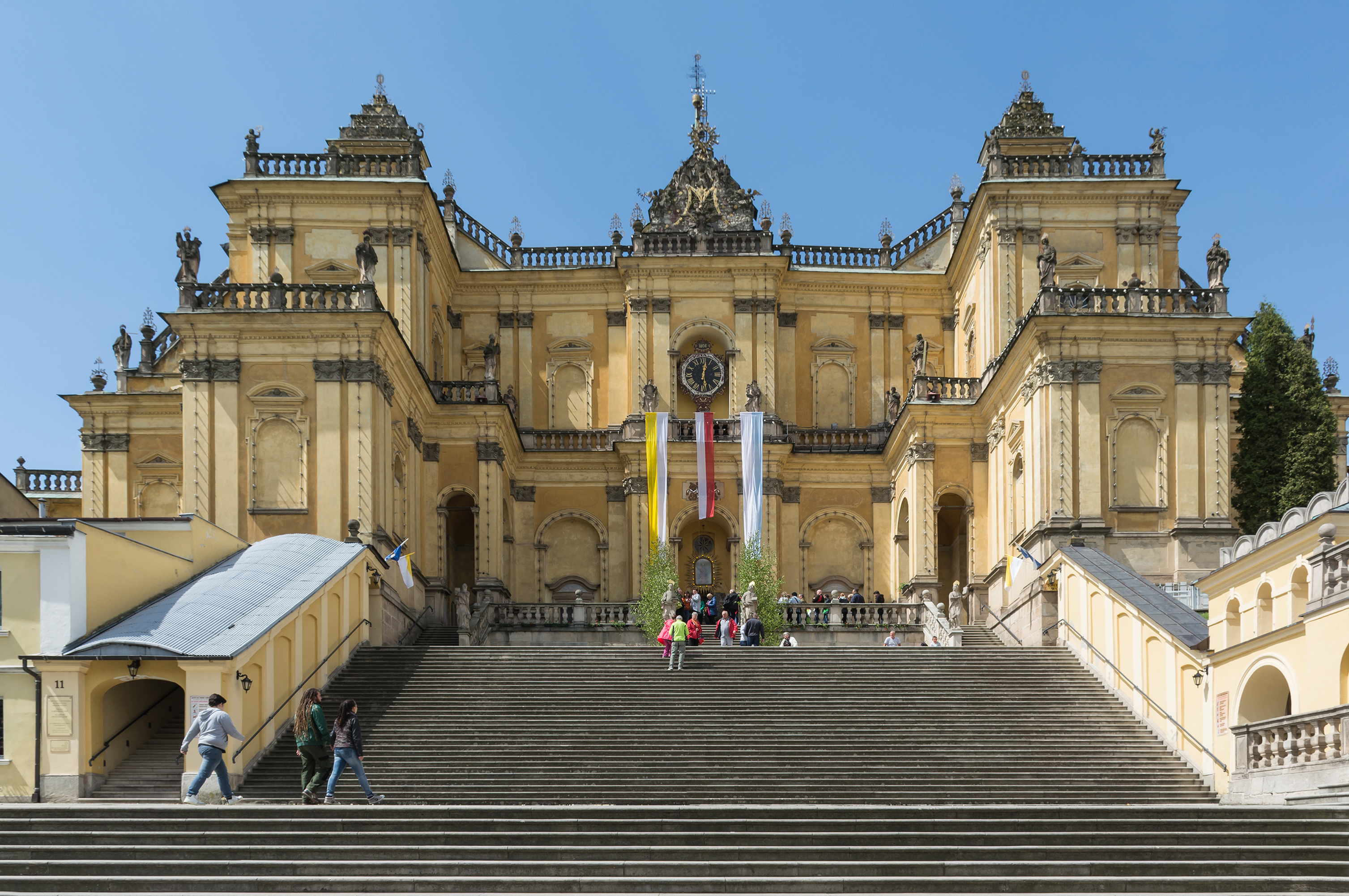
La basilica della Visitazione della Beata Vergine Maria a Wambierzyce
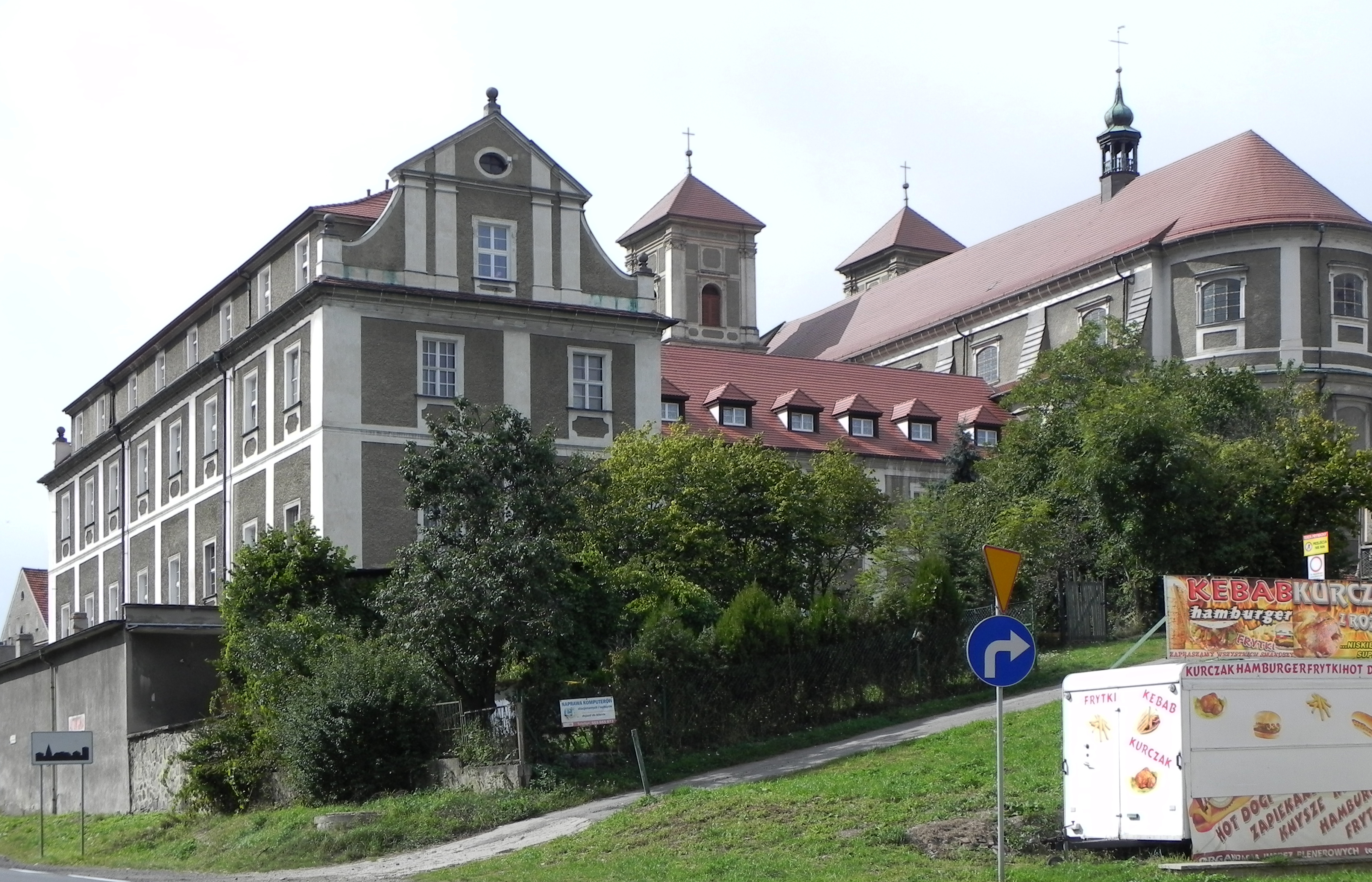
La basilica della Visitazione della Beata Vergine Maria a Bardo
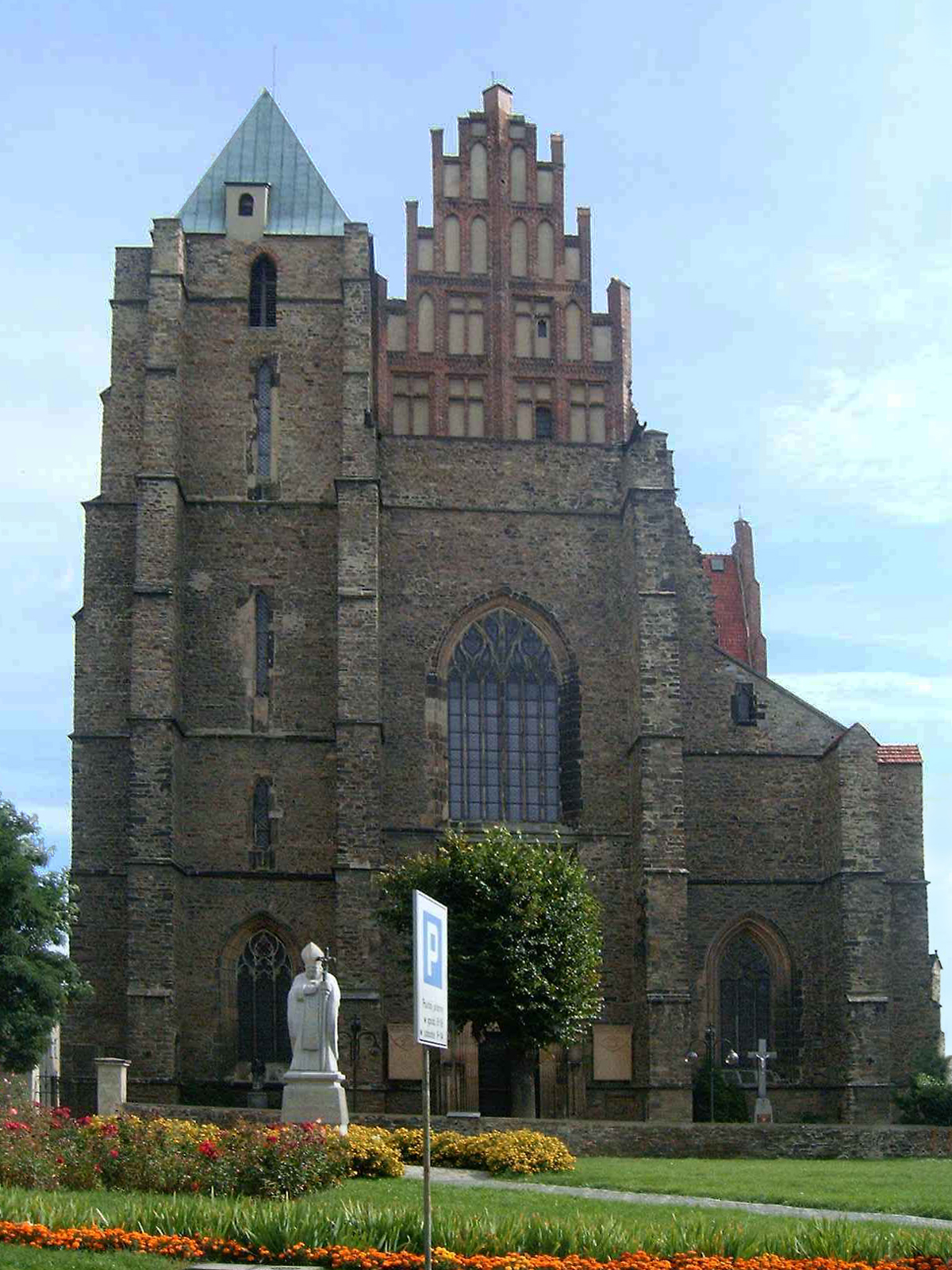
La basilica dei Santi Pietro e Paolo a Strzegom
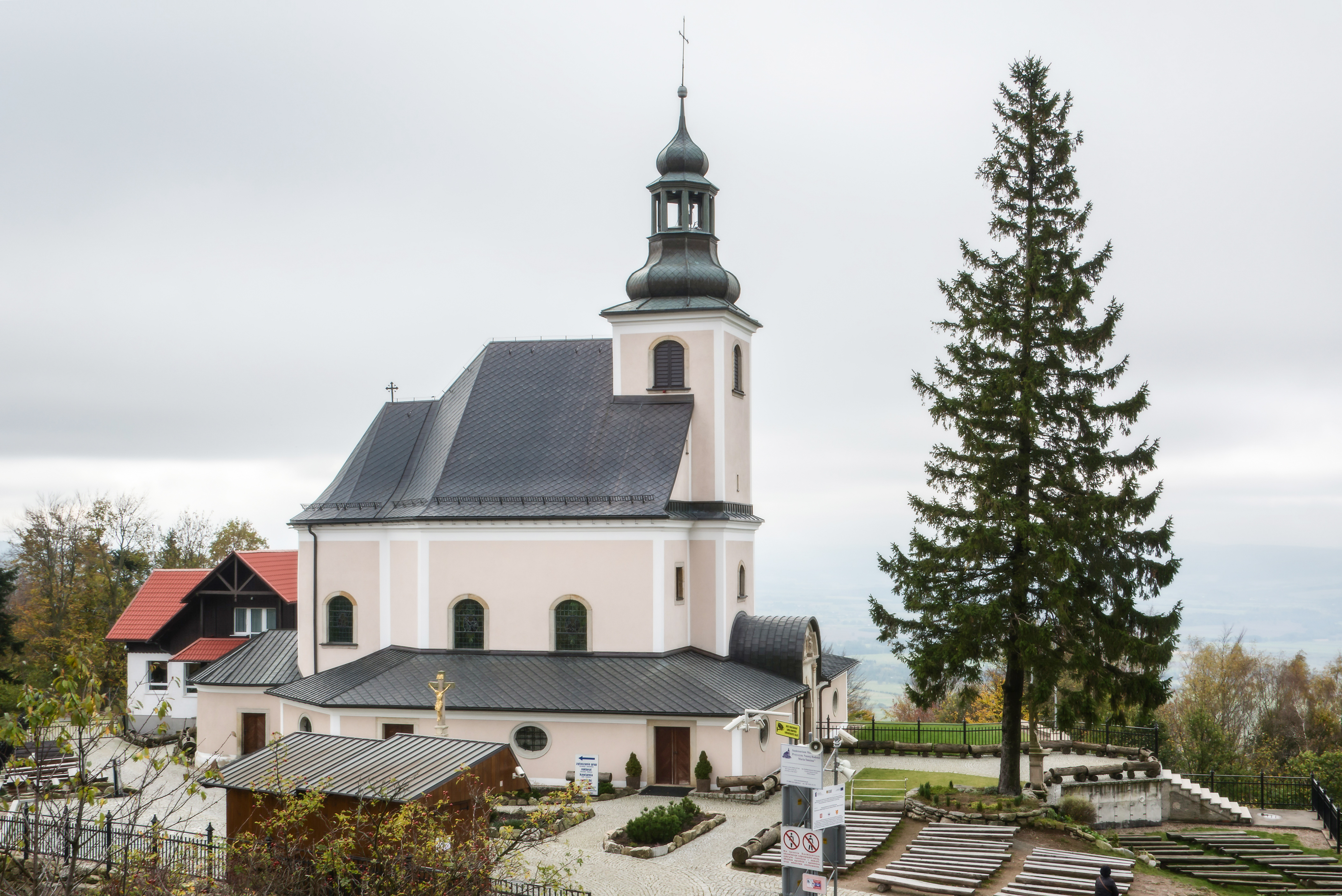
Il santuario della Madonna della Neve a Wilkanów

## Statistiche
La diocesi nel 2022 su una popolazione di 625.232 persone contava 530.208 battezzati, corrispondenti all'84,8% del totale.
| anno | popolazione | popolazione | popolazione | presbiteri | presbiteri | presbiteri | presbiteri                | diaconi | religiosi | religiosi | parrocchie |
| anno | battezzati  | totale      | %           | numero     | secolari   | regolari   | battezzati per presbitero | diaconi | uomini    | donne     | parrocchie |
| ---- | ----------- | ----------- | ----------- | ---------- | ---------- | ---------- | ------------------------- | ------- | --------- | --------- | ---------- |
| 2004 | 653.140     | 687.514     | 95,0        | 366        | 298        | 68         | 1.784                     |         | ?         | 508       | 184        |
| 2010 | 667.608     | 678.000     | 98,5        | 406        | 328        | 78         | 1.644                     |         | 92        | 444       | 188        |
| 2014 | 621.000     | 637.000     | 97,5        | 414        | 330        | 84         | 1.500                     |         | 123       | 421       | 190        |
| 2017 | 606.100     | 622.000     | 97,4        | 416        | 340        | 76         | 1.456                     |         | 118       | 394       | 191        |
| 2020 | 525.720     | 620.000     | 84,8        | 421        | 342        | 79         | 1.248                     |         | 119       | 369       | 191        |
| 2022 | 530.208     | 625.232     | 84,8        | 396        | 325        | 71         | 1.338                     | 1       | 106       | 369       | 191        |